# Meckenlohe
Meckenlohe (fränkisch: Mägalou) ist ein Gemeindeteil der Kreisstadt Roth im Landkreis Roth (Mittelfranken, Bayern). Meckenlohe liegt in der Gemarkung Pfaffenhofen.

## Geographische Lage
Das Dorf liegt 3,5 Kilometer nordöstlich von Roth inmitten von Wäldern (Nordwesten: „Lehlein“, Norden: „Meckenloher Holz“, Osten: „Kronholz“, Südosten: „Taubenlohe“, Süden: „Heiligenholz“, Südwesten: „Vorbild“). Der Finsterbach, ein rechter Zuflusses der Rednitz, teilt den Ort in eine nördliche und eine südliche Hälfte. 1987 wurde der Bauabschnitt des Main-Donau-Kanales bei Meckenlohe fertiggestellt und geflutet. Der Finsterbach unterquert diesen seitdem auf 150 Meter Länge verdolt. Die Gewässergüte des Finsterbaches, wie auch die des Main-Donau-Kanales, gilt im Gemeindegebiet des Ortes als mäßig belastet. Gemeindeverbindungsstraßen führen nach Pruppach (2,5 km westlich), nach Harrlach zur Kreisstraße RH 35 (4,6 km nordöstlich), über die Obere Glasschleife nach Roth zur Staatsstraße 2409 (3,7 km südwestlich) und zur RH 1 bei Schwand (3,4 km nördlich). Meckenlohe befindet sich an der Haltung Leerstetten am Main-Donau-Kanal-Kilometer 87.

## Geschichte
Meckenlohe wurde vermutlich im 11./12. Jahrhundert gegründet. 1225/76 wurde er als „Meckenloch“ erstmals urkundlich erwähnt. Das Bestimmungswort des Ortsnamens ist Mecko, der Personenname des Siedlungsgründers, das Grundwort loch (mhd. für Wald).
Im 16-Punkte-Bericht für das Oberamt Roth von 1608 sind für Meckenlohe 13 Anwesen verzeichnet, wovon 6 Anwesen das Richteramt Schwand, 1 Gut das Richteramt und Gotteshaus Schwand, 1 Gut das pfalz-bayerische Kastenamt Hilpoltstein, 2 Höfe das Reiche Almosen in Nürnberg und 2 Höfe und 1 Gut das St. Klara-Klosteramt als Grundherrn hatten. Laut den Vetter’schen Oberamtsbeschreibungen von 1732 gab es in Meckenlohe 16 Anwesen, von denen 8 das Richteramt Schwand, 7 die Reichsstadt Nürnberg (Landesalmosenamt, St. Klara-Klosteramt, Klosteramt Pillenreuth) und 1 das Kastenamt Hilpoltstein als Grundherrn hatten.
Gegen Ende des 18. Jahrhunderts gab es in Meckenlohe 15 Anwesen und ein Gemeindehirtenhaus. Das Hochgericht nördlich des Finsterbachs übte das brandenburg-ansbachische Richteramt Schwand aus, südlich des Finsterbachs das brandenburg-ansbachische Oberamt Roth. Die Dorf- und Gemeindeherrschaft hatte das Richteramt Schwand. Grundherren waren das Richteramt Schwand (3 Ganzhöfe, 3 Gütlein, 1 Gütlein mit Zapfenwirtschaft), das pfalz-bayerischen Kastenamt Hilpoltstein (1 Dreiviertelhof) und die Reichsstadt Nürnberg (St. Klara-Klosteramt: 2 Ganzhöfe, 2 Gütlein; Landesalmosenamt: 2 Ganzhöfe, 1 Gütlein). 1801 gab es im Ort weiterhin 15 Anwesen.
Von 1797 bis 1808 unterstand der Ort dem Justiz- und Kammeramt Roth. Im Rahmen des Gemeindeedikts wurde Meckenlohe dem 1808 gebildeten Steuerdistrikt Pfaffenhofen und der 1811 gegründeten Ruralgemeinde Pfaffenhofen zugeordnet. Seit dem Jahr 1888 besteht die Freiwillige Feuerwehr Meckenlohe. Am 5. Juli 1925 stellte der Ort einen Antrag auf Umgemeindung nach Schwand bei Nürnberg. Dieser wurde jedoch abgelehnt. Am 1. Juli 1971 wurde der Ort im Zuge der Gebietsreform in Bayern nach Roth eingegliedert.
Meckenlohe ist heute überwiegend land- und forstwirtschaftlich geprägt, die Bausubstanz ist jedoch inzwischen teilweise modern, darüber hinaus gibt es verschiedene kleinere Betriebe.

### Baudenkmäler
- Harrlacher Weg 1: Bauernhaus[15]
- Ein Gedenkstein unbekannten Alters, der sogenannte Ruhestein[16], befindet sich heute reloziert an dem Weg nach Schwand.

### Einwohnerentwicklung
| Jahr      | 001818 | 001840 | 001861 | 001871 | 001885 | 001900 | 001925 | 001950 | 001961 | 001970 | 001987 | 002014 | 002018 |
| Einwohner | 84     | 85     | 103    | 94     | 100    | 90     | 98     | 109    | 90     | 86     | 85     | 103    | 93     |
| Häuser    | 19     | 17     |        |        | 21     | 20     | 19     | 20     | 19     |        | 24     |        |        |
| Quelle    | [ 18 ] | [ 19 ] | [ 20 ] | [ 21 ] | [ 22 ] | [ 23 ] | [ 24 ] | [ 25 ] | [ 26 ] | [ 27 ] | [ 28 ] |        | [ 1 ]  |

## Religion
Meckenlohe ist seit der Reformation evangelisch-lutherisch geprägt und bis heute nach St. Johannes der Täufer (Schwand bei Nürnberg) gepfarrt. Die Katholiken sind nach Herz Jesu (Büchenbach) gepfarrt.

## Wanderwege
Durch Meckenlohe führt der Fernwanderweg Rangau-Pfalz-Weg.